# Specioza Kimera Ndagire
Specioza Kimera Ndagire là một nữ doanh nhân người Uganda, và đang là giám đốc điều hành của Công ty Năng lượng Tín dụng Năng lượng Uganda (UECCC), một công ty trực thuộc chính phủ Uganda điều phối kinh phí từ chính phủ Uganda, các đối tác phát triển quốc tế và khu vực tư nhân, để đầu tư vào cơ sở hạ tầng năng lượng tái tạo ở Uganda.

## Nghề nghiệp
Vào tháng 3 năm 2014, bà được bổ nhiệm làm giám đốc điều hành và giám đốc quản lý chính của UECCC, người đầu tiên và là người phụ nữ đầu tiên phục vụ trong cương vị trên. Công ty Năng lượng Tín dụng Uganda làm việc với khu vực tư nhân để xác định, khảo sát, thu hút, tài trợ nguồn vốn với mục đích phát triển các nguồn năng lượng tái tạo ở Uganda. Ngoài ra, Công ty Năng lượng Tín dụng Uganda thông báo và giáo dục các doanh nghiệp Uganda, bao gồm các doanh nghiệp vừa và nhỏ (SME) về cách sử dụng bền vững năng lượng điện mà họ tiêu thụ.
Trước khi được bổ nhiệm làm Giám đốc điều hành của công ty này, bà Ndagire đã làm Tổng giám đốc của công ty, trong 5 năm kể từ năm 2009 khi công ty được thành lập, cho đến năm 2014, khi bà được xác nhận là giám đốc điều hành chính. Trọng tâm của công ty này là thúc đẩy đầu tư vào lĩnh vực năng lượng mặt trời tại Uganda.